# نيكولس ويليند
نيكولس ويليند (بالألمانية: Niclas Weiland)‏ (22 يوليو 1972 بهانوفر في ألمانيا - ) هو لاعب كرة قدم ألماني في مركز الهجوم. لعب مع روت فايس أوبرهاوزن وماينتس 05 ونادي سانت باولي وهانوفر 96 وتنس بوروسيا برلين.

## وصلات خارجية
- نيكولس ويليند على موقع قاعدة بيانات كرة القدم.إي يو (الإنجليزية)
- نيكولس ويليند على موقع بيانات كرة القدم. دي إي (الألمانية)